# Patriotismo

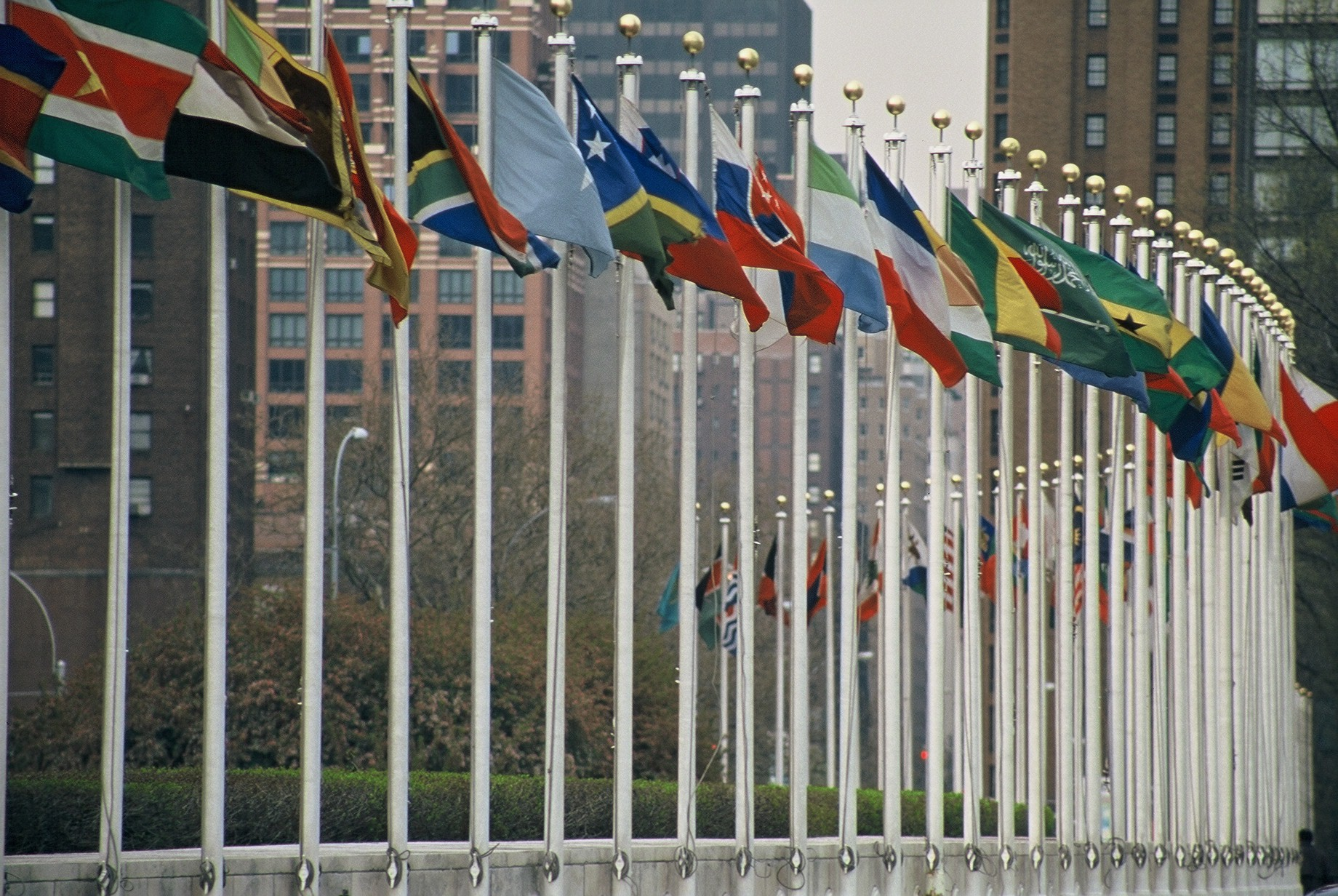
Símbolos como a bandeira e o hino nacional são usados para expressar o patriotismo.

Patriotismo é o sentimento, apenas, de devoção à pátria, O Sentimento patriota é muito associado apenas ao orgulho da patria e criticado por não ir em busca de resolução de problemas e a romantização destes, isto é, banalizando seus problemas e não buscando por uma solução deles. O patriotismo pode ter surgido há 2000 anos antes do nacionalismo como forma de pensamento.

## Definição
O termo português patriotismo tem suas origens no latim patriota, por sua vez derivado do grego πατριώτης (patriōtēs), "do mesmo país". Este, tem como radical πατρίς (patris), cujo significado é "terra natal" ou "terra paterna". Ao longo da história, o amor à pátria vinha sendo considerado um simples apego ao solo.Tal noção mudou no século XVIII, que passou a assimilar noções de costumes e tradições, o orgulho da própria história e a devoção ao seu bem-estar.
O historiador Lord Acton, afirmou que patriotismo prende-se com os deveres morais que temos para com a comunidade política. Como quase todos os conceitos políticos e filosóficos, também o patriotismo é alvo de inúmeras conceptualizações conflituantes que, segundo Alasdair MacIntyre, ocorrem num espectro que tem num extremo a ideia de que o patriotismo é uma virtude e, noutro, que é um vício. Resumidamente, pode-se definir o patriotismo como o amor pelo próprio país, identificação com este e preocupação com os nossos compatriotas. Não é despiciendo referir a comum sobreposição e confusão com o nacionalismo, pelo que importa salientar a distinção que Lord Acton opera, afirmando que o nacionalismo está ligado à raça, algo que é meramente natural e físico, enquanto o patriotismo se prende com os deveres morais que temos para com a comunidade política.
Há diferentes tipos de patriotismo, e diferentes pessoas que são patriotas, diferentes maneiras de mostrar como são devotos ao seu lugar de origem:
- Cultura: cantores, compositores e poetas, que são famosos no mundo inteiro, espalham o encanto do país em que vivem;
- Guerra: pessoas que se oferecem ou são rigorosamente selecionadas para defenderem seu país em uma guerra.
- Desportos: Existe grande parte da população que tem orgulho de sua pátria quando ela está representada por atletas do seu país em competição.

## Diferença entre nacionalismo e patriotismo
Muitas vezes, o nacionalismo é confundido com patriotismo. O nacionalismo tem várias acepções, entre elas: 
- Autogoverno;
- Autodeterminação e o sentimento de pertencer a um grupo por vínculos raciais, linguísticos e históricos, que reivindica o direito de formar uma nação autônoma;[7]

O Nacionalismo considera mais a resolução de problemas e manter a independência e integridade da nação do que a exaltação de símbolos patriotas Agora, ser um patriota implica apenas em amar a sua nação apesar e independe dos problemas dela: O Dr. Sun Yat-sen, fundador da República da China e do Kuomintang, afirma que a falta de nacionalismo é prejudicial para a identidade de um povo e que nacionalismo não é discriminar outros povos, mas sim se defender deles apenas e manter a integridade nacional.

## Criticas
O patriotismo é também objeto de profundas críticas desde pelo menos o século XVIII, sobretudo pela manipulação desta e daqueles que a professam em nome de interesses e ideologias específicos. Sobre isso, é famosa a frase de Samuel Johnson de que "o patriotismo é o último refúgio do canalha".